# 1962 في المكسيك
فيما يلي قوائم الأحداث التي وقعت خلال عام 1962 في المكسيك.

## رياضة
- 1 يناير – جائزة المكسيك الكبرى 1962 الفائز تريفور تايلور.

## مواليد

### يناير
- 9 يناير – سيسيليا غابرييلا ممثلة مكسيكية.

### مارس
- 21 مارس – كارمن أميزكيا
- 26 مارس – فيديريكو لوبيز لاعب كرة سلة بورتوريكي.
- 27 مايو – مارسيلينو بيرنال لاعب كرة قدم مكسيكي.

### مايو
- 27 مايو – مارسيلينو بيرنال لاعب كرة قدم مكسيكي.
- 31 مايو – فيكتوريا روفو ممثلة مكسيكية.

### يوليو
- 4 يوليو – خوليو سيزار تشافيز ملاكم مكسيكي.

### أغسطس
- 18 أغسطس – فيليبي كالديرون رئيس مكسيكي سابق.

### سبتمبر
- 1 سبتمبر – باول مورينو لاعب كرة قدم مكسيكي.

### نوفمبر
- 8 نوفمبر – جوليتا روزين ممثلة مكسيكية.

### ديسمبر
- 12 ديسمبر – أرتور باريوس
- 23 ديسمبر – خايمي أوردياليس لاعب كرة قدم مكسيكي.
- 23 ديسمبر – فيكتور راباناليس ملاكم من الولايات المتحدة الأمريكية.

## وفيات

### نوفمبر
- 1 نوفمبر – ريكاردو رودريغيز (مواليد 1942)
- 12 نوفمبر – روكي غونزاليس غارزا (مواليد 1885) رئيس المكسيك.